# برغنية باكومبية
برغنية باكومبية (الاسم العلمي:Bergenia pacumbis) هي نوع من النباتات تتبع جنس البرغنية من فصيلة كاسرات الحجر.